# Panic Room (film)
Panic Room is een Amerikaanse film van David Fincher uit 2002.

## Verhaal
Het verhaal gaat over Meg Altman (Jodie Foster) en haar dochter Sarah Altman (Kristen Stewart), die verhuizen naar een groot huis in Manhattan. In dit huis is er een speciale kamer (de panic room), volledig van staal en met zeer geavanceerde beveiliging. Hun eerste nacht in het huis loopt echter niet zo vlotjes omdat er drie inbrekers zijn. Deze inbrekers willen de 22 miljoen dollar die in de kamer ligt bemachtigen, maar Meg en Sarah vluchten in deze kamer en sluiten zich in. De dieven doen er alles voor om het geld in handen te krijgen.

## Rolverdeling
| Acteur              | Personage                              |
| ------------------- | -------------------------------------- |
| Jodie Foster        | Meg Altman                             |
| Kristen Stewart     | Sarah Altman                           |
| Forest Whitaker     | Burnham                                |
| Dwight Yoakam       | Raoul                                  |
| Jared Leto          | Junior                                 |
| Patrick Bauchau     | Stephen Altman                         |
| Ann Magnuson        | Lydia Lynch                            |
| Ian Buchanan        | Evan Kurlander (makelaar)              |
| Andrew Kevin Walker | Slapende buurman                       |
| Paul Schulze        | Officier Keeney                        |
| Mel Rodriguez       | Officier Morales                       |
| Richard Conant      | SWAT-agent                             |
| Paul Simon          | SWAT-agent                             |
| Victor Thrash       | SWAT-agent                             |
| Ken Turner          | SWAT-agent                             |
| Nicole Kidman       | Vriendin van Stephen (stem, onvermeld) |